# Manuel Fortuna
Manuel Fortuna, né le 23 mars 1985, est un joueur dominicain de basket-ball. Il évolue au poste d'arrière.